# Sud Express
Il Sud Express, in spagnolo Surexpreso, in francese Sud-Express, in portoghese Sud Expresso, era un servizio ferroviario internazionale che collegava Lisbona con Parigi con cambio a Hendaye, cittadina francese posta al confine con la Spagna.

## Caratteristiche
Il servizio veniva effettuato nel tratto iberico da carrozze della Renfe di tipo Talgo. I passeggeri avevano a disposizione tre classi: la classe 'Turista' con possibilità di scegliere tra posti a sedere o cuccette in scompartimenti da 4 persone con lavabo; la classe 'Preferente' in vagoni letto con scompartimenti per due persone con lavabo; la 'Gran Classe' in vagoni letto con scompartimenti per due persone con bagno completo di wc, doccia e lavabo. Inoltre era presente una carrozza bar che offriva snack e bevande oltre a pasti caldi alla sera e prime colazioni alla mattina.
In territorio francese il convoglio era formato da treni TGV 'Atlantique' con carrozza bar e servizio di accompagnamento "Junior & CIE" per bambini dai 4 ai 14 anni.

## Storia

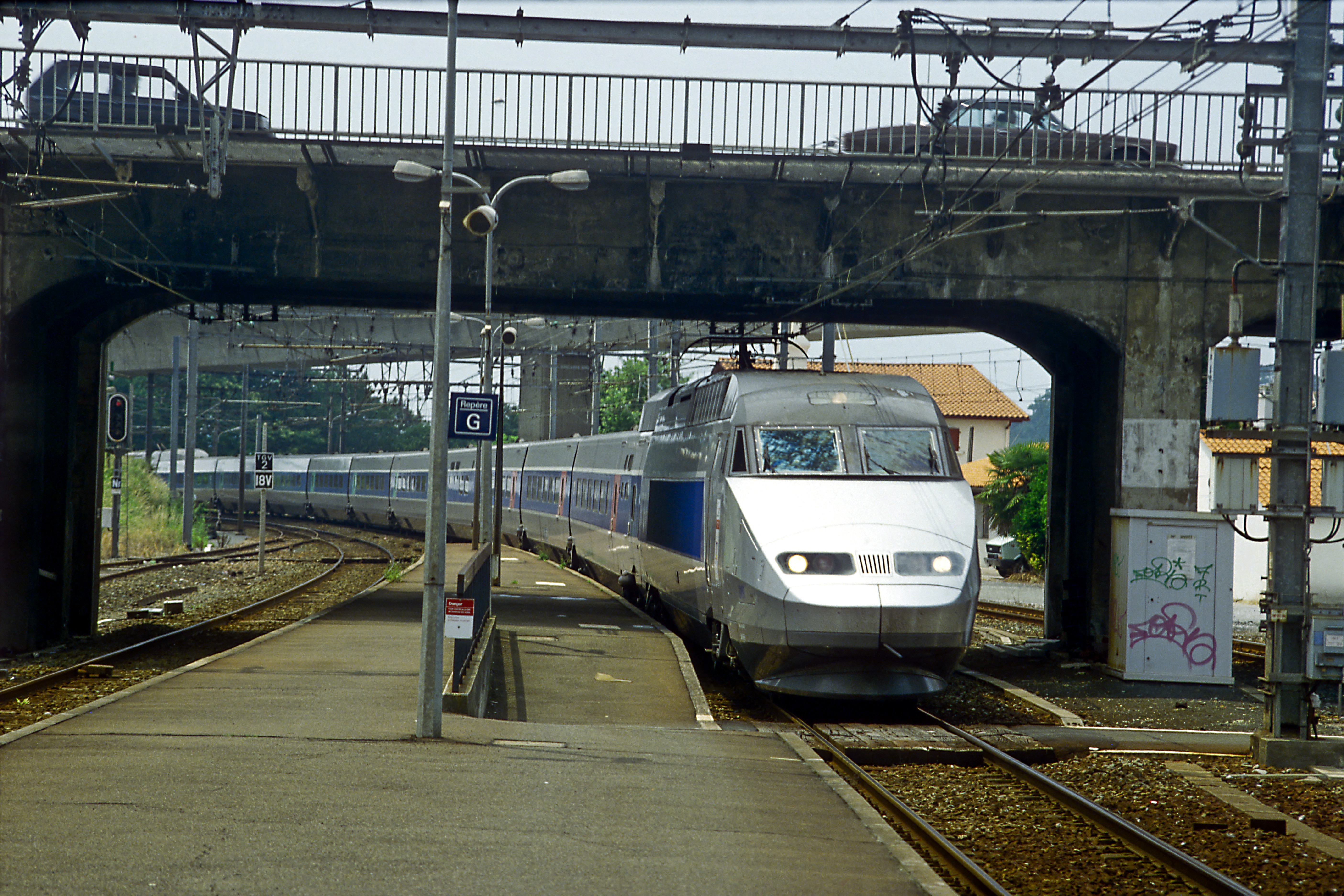
Un TGV 'Atlantique' Hendaye-Parigi in entrata alla stazione di Biarritz

Il viaggio inaugurale del Sud Express risale al 4 novembre 1887 con percorso Lisbona-Calais via Madrid e Parigi. In origine questo servizio veniva effettuato dalla Compagnie Internationale des Wagons-Lits ma a partire dagli anni cinquanta, in seguito alle nazionalizzazioni delle società ferroviarie, il servizio passò alla competenza congiunta della CP, della Renfe e della SNCF. Dall'ottobre 2012 il servizio è passato alla gestione della CP per il tratto Lisbona-Hendaye e della SNCF per quello da Hendaye a Parigi; inoltre, sempre dall'ottobre 2012, il servizio è stato unificato con quello del Trenhotel Lusitania nel tratto tra Lisbona e Medina del Campo.
Dal 2020 il servizio è stato sospeso.

## Percorso e orari
Il servizio Sud Express permetteva il collegamento tra la stazione di Lisbona Santa Apolónia e quella di Parigi Montparnasse con cambio treno a Hendaye. Le fermate intermedie sono previste a Lisbona Oriente, Entrocamento, Caxarias, Pombal, Coimbra-B, Santa Comba Dão, Mangualde, Celorico da Beira, Guarda, Vilar Formoso, Fuentes de Oñoro, Ciudad Rodrigo, Salamanca, Medina del Campo, Valladolid Campo Grande, Burgos Rosa de Lima, Miranda de Ebro, Vitoria-Gasteiz, San Sebastián, Irun, Hendaye, Saint-Jean-de-Luz, Biarritz, Bayonne, Dax e Bordeaux Saint-Jean.
Il treno partiva ogni giorno da Lisbona Santa Apolónia alle ore 21.25 per arrivare alla stazione di Hendaye alle 11.33 (ora locale) del giorno dopo. Da qui era possibile prendere alle 13.19 il TGV con arrivo a Parigi Montparnasse alle 18.08. Il percorso inverso prevedeva la partenza da Parigi Montparnasse alle ore 12.52 ed arrivo a Hendaye alle 17.31; partenza da Hendaye alle 18.35 ed arrivo a Lisbona Santa Apolónia alle 08.30 (ora locale) del giorno dopo.